# شارا إيتو
شارا إيتو هي إلهة الخصوبة والزواج في الميثولوجيا السومرية، كانت إلهة مدينة سوسين. في العصر الأكدي عرفت باسم ساراهيتو وكانت إحدى الإلهات في العصر الهلسنتي في أوروك. معنى اسمها هو العروس وكان يتم تقديم الذبائح لها أثناء حفل الزواج.